# Memento Mori (gruppo musicale)
Memento Mori è stato un gruppo musicale svedese doom metal con influenze power metal.

## Storia
La band fu fondata da Messiah Marcolin e Mike Wead nel 1992, dopo che Marcolin aveva lasciato i Candlemass. Dopo soli due album Marcolin lasciò la band ed il terzo album fu affidato ad un diverso cantante. Marcolin rientrò nella band per il quarto album, dopo il quale il gruppo si sciolse, nel 1997.

## Formazione

### Ultima
- Messiah Marcolin - voce
- Mike Wead - chitarra
- Nikkey Argento - chitarra
- Marty Marteen - basso
- Tom Bjorn - batteria

### Ex componenti
- Kristian Andren - voce
- Miguel Robaina - tastiera
- Snowy Shaw - batteria
- Billy St. John - batteria

## Discografia
Album in studio
- 1993 - Rhymes of Lunacy
- 1994 - Life, Death, and Other Morbid Tales
- 1996 - La Danse Macabre
- 1997 - Songs for the Apocalypse Vol IV

## Videografia
- 2003 - I Am